# HSK Posušje
Der Hrvatski Športski Klub Posušje ist ein bosnisch-herzegowinischer Fußballverein aus Posušje, Föderation Bosnien und Herzegowina. Der Verein spielt nach dem Aufstieg im Jahr 2020 aus der Prva Liga FBiH in der höchsten Spielklasse Bosnien und Herzegowinas. Die Vereinsfarben sind blau-weiß.

## Geschichte
Der Verein wurde 1950 unter dem Namen NK Zidar gegründet. 1963 wurde er in NK Boksit umbenannt, von 1990 bis 2010 hieß er NK Posušje.
Am 31. Dezember 2009 stellte der Verein aus finanziellen Gründen den Spielbetrieb ein; alle Spiele in der Prva Liga FBiH wurden 3:0 gewertet. Am 20. August 2010 beschloss die Vereinsversammlung, den Verein unter dem Namen HŠK Posušje neu zu organisieren.
In der folgenden Saison trat der Verein in der Drugu Liga FBiH an, stieg aber als Tabellenletzter 2011/12 nicht ab, da der FK Vir Posušje seinen Rückzug bekannt gab. In nur zwei Spielzeiten gelang es dem Team, erst in die Prva Liga und dann in der Saison 2020/21 in die Premijer Liga aufzusteigen.
Die Mannschaft spielt im 6.000 Zuschauer fassenden Gradski Stadion Mokri Dolac (deutsch: Städtisches Stadion Nasses Tal). Die Spitznamen der Fans des HNK Posušje lauten Poskoci (die Hornvipern) oder Torcida (ungefähr zu vergleichen mit den Ultra-Fanblöcken im restlichen Europa).

## Erfolge
- Erste Liga der Föderation Bosnien und Herzegowina
  - Meister (1): 2020/21
- Zweite Liga der Föderation Bosnien und Herzegowina
  - Meister (2): 2017/18, 2019/20
- Erste Fußballliga von Herceg-Bosna
  - Meister (2): 1999/2000, 2000/01
- Bosnisch-herzegowinischer Fußballpokal
  - Halbfinale (2): 2000/01, 2007/08